# Гатфілд (Массачусетс)
Гатфілд (англ. Hatfield) — місто (англ. town) в США, в окрузі Гемпшир штату Массачусетс. Населення — 3352 особи (2020).

## Демографія
Згідно з переписом 2010 року, у місті мешкало 3279 осіб у 1483 домогосподарствах у складі 911 родини. Було 1563 помешкання
Расовий склад населення:
| - 97,5 % — білих - 0,7 % — чорних або афроамериканців - 0,5 % — азіатів - 0,1 % — корінних американців |

До двох чи більше рас належало 0,7 %. Частка іспаномовних становила 1,4 % від усіх жителів.
За віковим діапазоном населення розподілялося таким чином: 17,4 % — особи молодші 18 років, 64,3 % — особи у віці 18—64 років, 18,3 % — особи у віці 65 років та старші. Медіана віку мешканця становила 48,3 року. На 100 осіб жіночої статі у місті припадало 95,2 чоловіків;  на 100 жінок у віці від 18 років та старших — 92,3 чоловіків також старших 18 років.
Середній дохід на одне домашнє господарство  становив 81 715 доларів США (медіана — 65 087), а середній дохід на одну сім'ю — 91 166 доларів (медіана — 80 417). Медіана доходів становила 61 658 доларів для чоловіків та 46 338 доларів для жінок. За межею бідності перебувало 4,4 % осіб, у тому числі 1,5 % дітей у віці до 18 років та 4,7 % осіб у віці 65 років та старших.
Цивільне працевлаштоване населення становило 1914 осіб. Основні галузі зайнятості: освіта, охорона здоров'я та соціальна допомога — 34,2 %, роздрібна торгівля — 11,7 %, виробництво — 11,1 %.